# Ingomar, the Barbarian

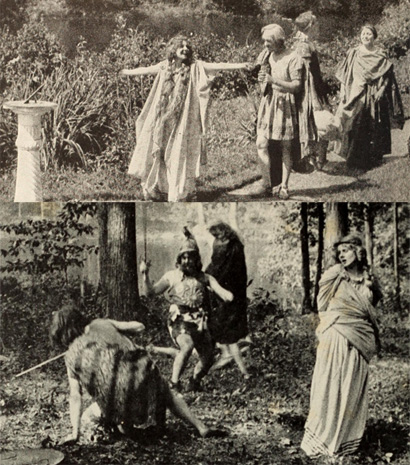
Fotogrames de la pel·lícula

The Barbarian Ingomar (també titulada “Ingomar, the Barbarian”) és una pel·lícula muda dirigida per D. W. Griffith per a la Biograph, protagonitzada per Charles Inslee, Harry Solter i Florence Lawrence. Basada lliurement en l’obra teatral “Der Sohn der Wildnis” (1843) de Friedrich Halm, la pel·lícula, d’una bobina, es va estrenar el 13 d’octubre de 1908. Es considera una pel·lícula perduda.

## Argument
Parthenia busca sola el seu pare que ha estat capturat pels bàrbars. En trobar el campament és capturada. Ingomar, el seu líder, admirat davant l’actitud impertèrrita de la noia, allibera el pare per tal que vagi a buscar diners amagats tot mantenint Parthenia com a ostatge. Ella li ensenya què és l'amor. Ell, al principi divertit i després interessat, acaba sentint passió per la noia. Llavors hi ha un motí entre els bàrbars i segresten Partènia. Ingomar la rescata, abandona la seva tribu i escorta a Partènia a casa on Polydor, un vell pretendent, provoca un nou problema. Polydor compra el deute del seu pare i, com que el seu pare no pot pagar els seus deutes, demana que Partènia i el pare que siguin esclaus. Ingomar vol matar Polydor però Partnenia ho impedeix per lo que el bàrbar s'ofereix a ocupar el seu lloc, cosa que Polydor accepta. Quan els bàrbars assetgen la ciutat creuen que Ingomar està retingut contra la seva voluntat. Ingormar salva la ciutat i Polydor és expulsat. Ingomar guanya Parthenia i és nomenat governador pels ciutadans

## Repartiment
- Charles Inslee (Ingomar)
- Harry Solter (Myron)
- Florence Lawrence (Parthenia)
- George Gebhardt (Polydor, el mercader)
- Linda Arvidson
- D. W. Griffith
- Arthur V. Johnson (bàrbar)
- Wilfred Lucas
- Mack Sennett (bàrbar)